# USS Apogon
El USS Apogon (SS-308), un submarino de la clase Balao, fue un barco de la Armada de los Estados Unidos llamado así por los apogones, un género de peces cardenal que se encuentran en aguas tropicales y subtropicales. El nombre original previsto para el barco era Abadejo, pero el nombre se cambió el 24 de septiembre de 1942 antes de que se colocara la quilla.

## Construcción y puesta en marcha
El Apogon fue puesto en grada el 9 de diciembre de 1942 en el Astillero Naval de Portsmouth en Kittery, Maine; botado el 10 de marzo de 1943; siendo patrocinado por la Sra. Helen Lorena Withers (de soltera LaBar), esposa del Almirante Thomas Withers, Jr., entonces Comandante de las Fuerzas Submarinas; y puesto en servicio el 16 de julio de 1943. 

## Historial de servicio

### Segunda Guerra Mundial
El submarino realizó pruebas iniciales en aguas de la costa de Nueva Inglaterra y partió de Nueva Londres el 13 de septiembre con destino a Hawai . El USS Apogon transitó el Canal de Panamá el 25 de septiembre y se presentó ante el Comandante en Jefe de la Flota del Pacífico . Llegó a Pearl Harbor el 11 de octubre y comenzó tres semanas de entrenamiento. 
El USS Apogon partió el 3 de noviembre para su primera patrulla de guerra. Su área de patrullaje comprendía las aguas dentro de un radio de 60 millas (110 km) de radio de la isla Moen (hoy Weno) y aquellos a lo largo de las rutas de navegación entre Truk y Kwajalein . El submarino actuaba en apoyo de la Operación Galvanic, básicamente era la toma de las Islas Gilbert . 
Después de una breve parada en la isla Johnston el 5 de noviembre para llenar sus tanques de combustible, el Apogon continuó viaje hacia su área asignada. Durante esta patrulla, hubo 4 contactos que merecieron el uso de torpedos y, de hecho, atacando en 3 ocaciones. El único daño importante que infligió se produjo el 4 de diciembre, cuando el submarino hundió al Daido Maru, un antiguo cañonero. El 18 de diciembre finalizó su patrulla y amarró en el atolón Midway . 
Luego de realizar ajustes técnicos en un punto específico del Pacífico, el navío submarino retomó rumbo hacia una base importante en el archipiélago hawaiano a finales de diciembre, con el fin de continuar su puesta a punto y perfeccionar maniobras. Inició una nueva operación a mediados de enero de 1944, desplazándose esta vez hacia una región estratégica del Pacífico occidental.
El primer día de febrero marcó un evento singular: detectó un grupo de seis embarcaciones y procedió a lanzar un ataque. La tripulación registró una detonación significativa y observó cómo uno de los blancos fue envuelto en llamas tras el impacto. Diez minutos más tarde, se divisó una sección de popa de aproximadamente 15 metros sobresaliendo del mar, antes de hundirse completamente. El submarino continuó su ofensiva contra otra unidad auxiliar enemiga.
Aunque se reportaron dos impactos exitosos, no se le reconoció oficialmente el hundimiento de ninguna de las naves. La misión concluyó tras aproximadamente siete semanas, con el regreso del buque a Pearl Harbour el 9 marzo. 
El Apogon amarró junto a Bushnell el 10 de marzo para comenzar las reparaciones. El submarino estuvo en dique seco en el astillero naval de Pearl Harbor del 15 al 19 de marzo para la instalación de dos nuevas hélices . Tras ejercicios de entrenamiento adicionales, se puso en marcha el 2 de abril. 
Hizo una escala en la isla Johnston el 4 de abril para reabastecerse de combustible y más tarde ese mismo día reanudó su viaje hacia las aguas al sur de las islas japonesas . Sin embargo, cuando un tripulante se disponía a limpiar un 20 Al día siguiente, mientras disparaba con una ametralladora milimétrica, un cartucho cargado accidentalmente en la recámara se disparó y rebotó en la pierna del hombre. Apogon regresó inmediatamente a la isla Johnston para trasladar al hombre herido al dispensario. El submarino se puso en marcha nuevamente el 6 de abril y realizó toda su patrulla sin encontrar ningún barco enemigo. Finalmente llegó a Majuro el 22 de mayo. 
El reacondicionamiento comenzó el 23 de mayo y el submarino se puso en marcha el 8 de junio para realizar pruebas. Apogon inició su cuarta patrulla, que fue en el área entre Formosa y Filipinas, en compañía de Guardfish, Thresher y Piranha . 
El 12 de julio, el Apogon y su manada de lobos avistaron un convoy japonés de nueve barcos que navegaba con aproximadamente seis escoltas. Los submarinos inmediatamente comenzaron a preparar un ataque. El barco japonés líder de la columna central de la formación aparentemente avistó la estela del periscopio del Apogon y giró para embestir al submarino. Cuando el Apogon giraba hacia babor para orientar sus tubos de popa, el carguero lo golpeó en el costado de estribor. Aproximadamente ocho pies del periscopio principal y de las tijeras del periscopio fueron arrancados, y los mástiles del radar fueron doblados y puestos fuera de servicio. Como resultado, Apogon finalizó prematuramente su patrulla para regresar a realizar reparaciones. Llegó a Midway el 22 de julio, donde las tripulaciones instalaron soportes adicionales en las tijeras del periscopio antes de que el submarino se dirigiera a Pearl Harbor. 
Tras llegar a Pearl Harbor el 26 de julio, el Apogon fue puesto en dique seco. Se reemplazaron y realinearon ambos ejes de cola y se reemplazaron el periscopio, las tijeras del periscopio y los mástiles del radar. También se revisaron los tres motores principales. El 12 de septiembre, el Apogon estaba en camino en otra patrulla de tiempos de guerra. Se dirigió a la zona de las Islas Kuriles .  El submarino hundió entonces el 23 de septiembre un buque patrullero japonés, el Choyo Maru No.6 de 400 toneladas.  Cuatro días después, hundió el Hachirogata Maru . Tras este hundimiento, rescató a dos supervivientes japoneses. El mes siguiente resultó infructuoso y el Apogon llegó a Midway el 28 de octubre, poniendo fin a su quinta patrulla. 
Después de un mes de reacondicionamiento, el Apogon comenzó su sexta patrulla el 20 de noviembre, navegando nuevamente hacia las Islas Kuriles. La única acción de esta patrulla fue el ataque a un petrolero, al que el submarino impactó y dañó con un torpedo el 19 de diciembre de 1944. El 5 de enero de 1945, el Apogon llegó a Pearl Harbor para una breve estadía antes de zarpar el 7 de enero hacia el Astillero Naval de Mare Island, Vallejo, California, para someterse a una revisión importante.  
El Apogon regresó a la acción el 28 de mayo. Su puesto de patrulla se encontraba en la zona de las Islas Kuriles y el Mar de Ojotsk . El 18 de junio atacó un convoy de cuatro barcos japoneses y buques de escolta y hundió un transporte de 2.614 toneladas, el Hakuai Maru, y hundió el barco de guardia Kusonoki Maru nº 2.   El 2 de julio, el Apogon dañó gravemente dos pequeños cazadores de submarinos auxiliares, el Cha 58 y el Cha 65.  La patrulla terminó el 14 de julio en Midway. 
Apogon comenzó su octava y última patrulla el 7 de agosto. Fue asignada al área de Marcus Island . No realizó ningún ataque durante esta patrulla porque los japoneses capitularon el 15 de agosto. El Apogon regresó a Pearl Harbor el 2 de septiembre y luego continuó hacia San Diego, donde llegó el 11 de septiembre. El Apogon fue puesto en reserva y dado de baja allí el 1 de octubre. 

### Posguerra

#### Operación Crossroads

Una prueba de los efectos de armas nucleares submarinas de 21 kilotones, conocida como Operación Crossroads (Evento Baker), realizada en el atolón Bikini (1946).

En enero de 1946, el submarino zarpó hacia Pearl Harbor, donde sería sometido a trabajos preliminares y pruebas para prepararlo para ser utilizado como objetivo en las pruebas de bombas atómicas . Tras finalizar este reacondicionamiento, el Apogon llegó al atolón de Bikini el 31 de mayo. Se hundió en Bikini durante la prueba de la bomba atómica " Baker " el 25 de julio de 1946. Su nombre fue eliminado del Registro Naval el 25 de febrero de 1947. 

## Premios
Apogon recibió seis estrellas de batalla por su servicio en la Segunda Guerra Mundial . 